# マイネルラクリマ
マイネルラクリマ（欧字名:Meiner Lacrima、2008年2月20日 - ）は、日本の競走馬、誘導馬。主な勝ち鞍に2014年のオールカマー、2012年の京都金杯、2013年の七夕賞。
馬名の由来は、冠名＋「涙（伊）」。

## 経歴

### 2歳（2010年）
デビューは6月26日の函館競馬場の芝1200m戦で4番人気ながらにデビュー戦を勝利で飾った。2戦目は新潟のダリア賞に出走し、3着に敗れたものの、新潟2歳ステークスは10番人気ながら先行粘り切って2着に健闘する。ちなみに1着のマイネイサベルはラクリマと同じサラブレッドクラブ・ラフィアンの所有馬で同じ馬主による1,2着となった。その後東京スポーツ杯2歳ステークスは4着、朝日杯フューチュリティステークスは6着だった。

### 3歳（2011年）
初戦はNHKマイルカップで16番人気だったが後方から追い込み6着に入った。その後関西へ遠征し京都の白百合ステークスに出走。先行粘り込み2勝目を飾った。東日本大震災の影響で中山開催となったラジオNIKKEI賞はフレールジャックに差されて2着に惜敗した。2ヶ月の休養明けとなったオールカマーは6着に敗れた。しかし東京のマイル戦の富士ステークスとキャピタルステークスはいずれも3着に健闘した。

### 4歳（2012年）
京都金杯は後方から追い込んだダノンシャークを抑え、重賞初制覇を果たした。しかし東京新聞杯はいいところ無く8着に敗れ、その後調教中に第3中足骨を骨折し、約1年以上の休養を余儀なくされる。

### 5歳（2013年）
3月の東風ステークス（12着）で復帰し、復帰2戦目となった福島民報杯は中団から最後差しきって復帰後初勝利を飾った。京都の都大路ステークスは1番人気だったが先行したリルダヴァルを捕らえられず2着に惜敗した。そして福島の七夕賞は4コーナーで先頭に立つとそのまま押し切って重賞2勝目を飾った。続く小倉記念ではいつものように先行するも斤量58kgが響いたか3着に敗れる。休養を挟み福島記念ではダイワファルコンがレコード勝ちを収め惜しくも2着。次の朝日チャレンジカップでは早め先頭に立つも後続に差され4着。2013年を終える。

### 6歳（2014年）〜7歳（2015年）
年が明けての初戦は京都金杯。久しぶりのマイルに対応できなかったか道中他馬に挟まれたこともありいつものように先行できず11着と惨敗した。次走の中山記念では強い雨が振る馬場で大外枠からのレースであったが4着と善戦。その後間隔を開けて香港でチャンピオンズマイルに参戦するもまったくいいところなく10着に敗れる。帰国後初戦はエプソムカップとなったが主戦の柴田大知騎手が騎乗停止で乗ることができず川田将雅騎手に乗り代わりとなり普段と変わらない走りだったがディサイファの2着と惜敗した。そして七夕賞連覇を狙い出走したがやや反応鈍く奮戦するも3着に敗れ連覇はならなかった。その後は休養に入り休み明けの初戦オールカマーでは戸崎圭太騎手が手綱をとり逃げるカレンブラックヒルを捉え先頭に立ち追い込んでくるラキシスを凌いで1着。1年2ヶ月ぶりの勝利を飾った。この勝利で秋の天皇賞への優先出走権を得て天皇賞に出走し先行するも不利な大外枠の影響もあり11着に敗れた。12月の香港カップへの招待を受諾し、出走を予定していたが、12月9日に行われた調教中の事故で左第1指骨骨折をしていたことが判明し、このレースの出走を見合わせることになった。その後帰国・検疫を行い放牧に出され治療に専念し「復帰までに1年程度かかるだろう」として、出走ローテーションは白紙の状態に戻った。

### 8歳（2016年）〜
2016年2月28日の中山記念で復帰するも10着に終わる。その後も惨敗続きとなり12月3日の金鯱賞13着を最後に現役を引退した。引退後は東京競馬場で乗馬となり、2018年からは誘導馬を務めている。

## 競走成績
| 競走日     | 競馬場 | 競走名               | 格   | 距離（馬場）  | 頭 数 | 枠 番 | 馬 番 | オッズ （人気） | 着順 | タイム （上り3F） | 着差 | 騎手     | 斤量   | 1着馬/（2着馬）        |
| ---------- | ------ | -------------------- | ---- | ------------- | ----- | ----- | ----- | --------------- | ---- | ----------------- | ---- | -------- | ------ | ---------------------- |
| 2010.06.26 | 函館   | 2歳新馬              |      | 芝1200m（良） | 16    | 4     | 8     | 008.40（4人）   | 01着 | 01:11.3（35.7）   | -0.2 | 大野拓弥 | 54kg   | （サクラベル）         |
| 0000.08.07 | 新潟   | ダリア賞             | OP   | 芝1400m（良） | 10    | 5     | 5     | 004.00（2人）   | 03着 | 01:21.6（35.4）   | -0.4 | 松岡正海 | 54kg   | エーシンブラン         |
| 0000.09.05 | 新潟   | 新潟2歳S             | GIII | 芝1600m（良） | 17    | 1     | 1     | 033.2（10人）   | 02着 | 01:34.5（34.1）   | -0.0 | 石橋脩   | 54kg   | マイネイサベル         |
| 0000.11.20 | 東京   | 東京スポーツ杯2歳S   | GIII | 芝1800m（良） | 16    | 1     | 1     | 017.10（9人）   | 04着 | 01:47.9（34.8）   | -0.6 | 松岡正海 | 55kg   | サダムパテック         |
| 0000.12.19 | 中山   | 朝日杯FS             | GI   | 芝1600m（良） | 16    | 2     | 3     | 023.10（7人）   | 06着 | 01:34.5（35.5）   | -0.6 | 松岡正海 | 55kg   | グランプリボス         |
| 2011.05.08 | 東京   | NHKマイルC           | GI   | 芝1600m（良） | 18    | 3     | 5     | 071.8（16人）   | 06着 | 01:32.7（34.1）   | -0.5 | 松岡正海 | 57kg   | グランプリボス         |
| 0000.05.28 | 京都   | 白百合S              | OP   | 芝1800m（不） | 10    | 8     | 9     | 004.50（2人）   | 01着 | 01:50.3（35.2）   | -0.0 | 幸英明   | 56kg   | （ラトルスネーク）     |
| 0000.07.03 | 中山   | ラジオNIKKEI賞       | GIII | 芝1800m（良） | 13    | 5     | 7     | 005.00（3人）   | 02着 | 01:47.0（35.0）   | -0.1 | 松岡正海 | 56kg   | フレールジャック       |
| 0000.09.25 | 中山   | オールカマー         | GII  | 芝2200m（良） | 09    | 4     | 4     | 010.20（3人）   | 06着 | 02:11.8（35.3）   | -0.6 | 松岡正海 | 54kg   | アーネストリー         |
| 0000.10.22 | 東京   | 富士S                | GIII | 芝1600m（不） | 17    | 3     | 5     | 011.10（5人）   | 03着 | 01:35.2（35.3）   | -0.2 | 松岡正海 | 54kg   | エイシンアポロン       |
| 0000.11.26 | 東京   | キャピタルS          | OP   | 芝1600m（良） | 15    | 6     | 10    | 008.10（5人）   | 03着 | 01:33.0（34.3）   | -0.1 | 吉田豊   | 55kg   | アプリコットフィズ     |
| 2012.01.05 | 京都   | 京都金杯             | GIII | 芝1600m（良） | 16    | 2     | 4     | 005.90（3人）   | 01着 | 01:32.9（34.9）   | -0.2 | 松岡正海 | 55kg   | （ダノンシャーク）     |
| 0000.02.05 | 東京   | 東京新聞杯           | GIII | 芝1600m（良） | 16    | 8     | 15    | 008.60（5人）   | 08着 | 01:33.5（34.1）   | -0.7 | 柴田大知 | 56kg   | ガルボ                 |
| 2013.03.10 | 中山   | 東風S                | OP   | 芝1600m（良） | 16    | 3     | 6     | 012.60（8人）   | 12着 | 01:33.3（36.5）   | -0.6 | 松岡正海 | 56kg   | ムクドク               |
| 0000.04.07 | 福島   | 福島民報杯           | OP   | 芝2000m（不） | 16    | 6     | 12    | 006.40（3人）   | 01着 | 02:02.3（36.8）   | -0.6 | 柴田大知 | 56kg   | （マックスドリーム）   |
| 0000.05.11 | 京都   | 都大路S              | OP   | 芝1800m（重） | 18    | 3     | 5     | 004.30（1人）   | 02着 | 01:47.6（35.2）   | -0.1 | 柴田大知 | 57kg   | リルダヴァル           |
| 0000.07.07 | 福島   | 七夕賞               | GIII | 芝2000m（良） | 16    | 2     | 4     | 004.00（1人）   | 01着 | 01:58.9（35.7）   | -0.4 | 柴田大知 | 57kg   | （トレイルブレイザー） |
| 0000.08.04 | 小倉   | 小倉記念             | GIII | 芝2000m（稍） | 15    | 8     | 14    | 003.00（1人）   | 03着 | 01:57.3（34.5）   | -0.2 | 柴田大知 | 58kg   | メイショウナルト       |
| 0000.11.17 | 福島   | 福島記念             | GIII | 芝2000m（良） | 16    | 1     | 2     | 003.60（2人）   | 02着 | 01:57.4（35.0）   | -0.1 | 柴田大知 | 58kg   | ダイワファルコン       |
| 0000.12.07 | 阪神   | チャレンジC          | GIII | 芝1800m（良） | 18    | 1     | 1     | 006.40（4人）   | 04着 | 01:46.7（34.3）   | -0.2 | 柴田大知 | 58kg   | アルキメデス           |
| 2014.01.05 | 京都   | 京都金杯             | GIII | 芝1600m（良） | 16    | 4     | 8     | 005.90（3人）   | 11着 | 01:33.3（34.3）   | -0.8 | 柴田大知 | 58kg   | エキストラエンド       |
| 0000.03.02 | 中山   | 中山記念             | GII  | 芝1800m（稍） | 15    | 8     | 15    | 032.6（11人）   | 04着 | 01:50.4（37.3）   | -0.6 | 柴田大知 | 56kg   | ジャスタウェイ         |
| 0000.05.04 | 沙田   | チャンピオンズマイル | G1   | 芝1600m（良） |       |       | 13    | （13人）        | 10着 | 01:35.8           | -    | 柴田大知 | 57kg   | Variety Club           |
| 0000.06.15 | 東京   | エプソムC            | GIII | 芝1800m（良） | 17    | 3     | 5     | 011.20（4人）   | 02着 | 01:46.2（34.1）   | -0.0 | 川田将雅 | 57kg   | ディサイファ           |
| 0000.07.13 | 福島   | 七夕賞               | GIII | 芝2000m（良） | 16    | 4     | 7     | 003.10（1人）   | 03着 | 01:59.1（35.8）   | -0.4 | 柴田大知 | 58kg   | メイショウナルト       |
| 0000.09.28 | 新潟   | オールカマー         | GII  | 芝2200m（良） | 18    | 6     | 11    | 007.20（2人）   | 01着 | 02:12.2（34.8）   | -0.1 | 戸崎圭太 | 56kg   | （ラキシス）           |
| 0000.11.02 | 東京   | 天皇賞（秋）         | GI   | 芝2000m（良） | 18    | 8     | 18    | 091.2（13人）   | 11着 | 02:00.2（35.0）   | -0.5 | 柴田大知 | 58kg   | スピルバーグ           |
| 2016.02.28 | 中山   | 中山記念             | GII  | 芝1800m（良） | 11    | 4     | 4     | 172.90（9人）   | 10着 | 01:47.7（36.3）   | -1.8 | 柴田大知 | 56kg   | ドゥラメンテ           |
| 0000.04.03 | 阪神   | 大阪杯               | GII  | 芝2000m（良） | 11    | 8     | 10    | 228.50（9人）   | 10着 | 02:00.6（34.5）   | -1.3 | 丹内祐次 | 56kg   | アンビシャス           |
| 0000.05.29 | 東京   | 目黒記念             | GII  | 芝2500m（良） | 18    | 4     | 7     | 190.5（17人）   | 16着 | 02:32.5（35.9）   | -1.9 | 柴田大知 | 57.5kg | クリプトグラム         |
| 0000.07.10 | 福島   | 七夕賞               | GIII | 芝2000m（良） | 16    | 1     | 1     | 046.7（14人）   | 04着 | 01:59.0（36.6）   | -0.6 | 柴田大知 | 57.5kg | アルバートドック       |
| 0000.11.13 | 福島   | 福島記念             | GIII | 芝2000m（良） | 16    | 3     | 5     | 043.0（13人）   | 16着 | 02:02.4（37.0）   | -1.6 | 丹内祐次 | 57.5kg | マルターズアポジー     |
| 0000.12.03 | 中京   | 金鯱賞               | GII  | 芝2000m（良） | 13    | 8     | 12    | 204.3（13人）   | 13着 | 02:00.5（34.8）   | -0.8 | 丹内祐次 | 56kg   | ヤマカツエース         |

## 血統表
| マイネルラクリマの血統ダンジグ系 /Northern Dancer4×5=9.38%、Bold Ruler5×4=9.38% | マイネルラクリマの血統ダンジグ系 /Northern Dancer4×5=9.38%、Bold Ruler5×4=9.38% | マイネルラクリマの血統ダンジグ系 /Northern Dancer4×5=9.38%、Bold Ruler5×4=9.38% | （血統表の出典）          | （血統表の出典）  |
| 父 *チーフベアハート Chief Bearhart 1993 栗毛                                   | 父の父Chief's Crown 1982 鹿毛                                                   | Danzig                                                                          | Northern Dancer           | Northern Dancer   |
| 父 *チーフベアハート Chief Bearhart 1993 栗毛                                   | 父の父Chief's Crown 1982 鹿毛                                                   | Danzig                                                                          | Pas de Nom                |                   |
| 父 *チーフベアハート Chief Bearhart 1993 栗毛                                   | 父の父Chief's Crown 1982 鹿毛                                                   | Six Crowns                                                                      | Secretariat               | Secretariat       |
| 父 *チーフベアハート Chief Bearhart 1993 栗毛                                   | 父の父Chief's Crown 1982 鹿毛                                                   | Six Crowns                                                                      | Chris Evert               |                   |
| 父 *チーフベアハート Chief Bearhart 1993 栗毛                                   | 父の母Amelia Bearhart 1983 栗毛                                                 | Bold Hour                                                                       | Bold Ruler                | Bold Ruler        |
| 父 *チーフベアハート Chief Bearhart 1993 栗毛                                   | 父の母Amelia Bearhart 1983 栗毛                                                 | Bold Hour                                                                       | Seven Thirty              |                   |
| 父 *チーフベアハート Chief Bearhart 1993 栗毛                                   | 父の母Amelia Bearhart 1983 栗毛                                                 | Myrtlewood Lass                                                                 | Ribot                     | Ribot             |
| 父 *チーフベアハート Chief Bearhart 1993 栗毛                                   | 父の母Amelia Bearhart 1983 栗毛                                                 | Myrtlewood Lass                                                                 | Gold Digger               |                   |
| 母 ティアドロップス 1997 黒鹿毛                                                 | 母の父*サンデーサイレンス Sunday Silence 1986 青鹿毛                            | Halo                                                                            | Hail to Reason            | Hail to Reason    |
| 母 ティアドロップス 1997 黒鹿毛                                                 | 母の父*サンデーサイレンス Sunday Silence 1986 青鹿毛                            | Halo                                                                            | Cosmah                    |                   |
| 母 ティアドロップス 1997 黒鹿毛                                                 | 母の父*サンデーサイレンス Sunday Silence 1986 青鹿毛                            | Wishing Well                                                                    | Understanding             | Understanding     |
| 母 ティアドロップス 1997 黒鹿毛                                                 | 母の父*サンデーサイレンス Sunday Silence 1986 青鹿毛                            | Wishing Well                                                                    | Mountain Flower           |                   |
| 母 ティアドロップス 1997 黒鹿毛                                                 | 母の母パイナップルスター 1988 黒鹿毛                                            | ニホンピロウイナー                                                              | *スティールハート         | *スティールハート |
| 母 ティアドロップス 1997 黒鹿毛                                                 | 母の母パイナップルスター 1988 黒鹿毛                                            | ニホンピロウイナー                                                              | ニホンピロエバート        |                   |
| 母 ティアドロップス 1997 黒鹿毛                                                 | 母の母パイナップルスター 1988 黒鹿毛                                            | ダイナスワップス                                                                | *ノーザンテースト         | *ノーザンテースト |
| 母 ティアドロップス 1997 黒鹿毛                                                 | 母の母パイナップルスター 1988 黒鹿毛                                            | ダイナスワップス                                                                | *サニースワップス F-No.A4 |                   |

- 半兄にオープンで活躍しているシルクアーネスト（父：グラスワンダー）がいる。
- 母の半妹の仔にチューリップ賞勝ちのあるクロフネサプライズがいる。
- 近親にダートGI4勝、ドバイワールドカップ2着のトランセンド、アルゼンチン共和国杯優勝馬サクラサニーオーや北九州記念優勝馬ダンディコマンドがいる。